# Akodon mimus
Akodon mimus és una espècie de mamífer rosegador de la família dels cricètids. Viu a altituds d'entre 2.000 i 3.700 msnm a Bolívia i el Perú. Es tracta d'un animal omnívor que s'alimenta en bona part d'invertebrats. Els seus hàbitats naturals són les parts humides de les iungues, els camps de conreu i les pastures. És una espècie en risc mínim, és a dir, no sembla que hi hagi cap amenaça significativa per a la seva supervivència. El seu nom específic, mimus, significa ‘mim’ en llatí.